# ني كارفالي (كافالا)
ني كارفالي (Νέα Καρβάλη) هي مدينة في كافالا في مقاطعة فوريا إلادا في اليونان.